# Sinergy
Idéen til bandet Sinergy startede da Dimmu Borgir og Kimberly Goss mødtes med In Flames guitaristen Jesper Strömblad, under en In Flames koncert i Europa. De legede med tanken om at lave et metalband med en kvindelig front-figur, men på grund af mangel på tid blev det ikke til noget.
Efter noget tid flyttede Goss (vokal) til Sverige, i et forsøg på at starte projektet med Strömblad (guitar). De lavede det første "Sinergy"-nummer, sammen med bassisten Sharlee D'Angelo (fra Arch Enemy), trommeslageren Ronny Milanowicz og guitarist Alexi Laiho (Children of Bodom)

## Diskografi
- 1999 – Beware the Heavens
- 2000 – To hell and Back
- 2002 – Suicide by my Side
- 2007 – Sins of the Past